# Соаве
Соа̀ве (на италиански и на венециански: Soave) е градче и община в Северна Италия, провинция Верона, регион Венето. Разположено е на 40 m надморска височина. Населението на общината е 7116 души (към 2015 г.).